# Hồ chứa Lipno
Hồ chứa Lipno (tiếng Séc: přehrada Lipno) là đập thủy điện lớn nhất ở Cộng hòa Séc, xây dựng trên sông Vltava.

## Lịch sử
Sông Vltava ở Vùng Nam Bohemia mang lại nhiều lợi ích về kinh tế, nhưng cũng là mối hiểm họa lớn đối với thị trấn Český Krumlov và các khu định cư khác gần đó. Do đó, để khai thác hiệu quả sức mạnh của dòng sông và ngăn chặn lũ lụt xảy ra tiếp diễn, chính quyền địa phương quyết định xây dựng một nhà máy thủy điện trên sông Vltava. Công cuộc chuẩn bị diễn ra từ nằm 1951 ở đô thị Lipno nad Vltavou gần đó. Dự án xây dựng nhà máy diễn ra chỉ trong vòng 1 năm, từ 1951 đến 1952.

## Địa lý
Lòng suối của sông Vltava có độ nghiêng nhẹ rất thuận lợi cho việc xây dựng hồ chứa. Con đập xây dựng dọc theo đoạn cao nhất của dòng thác (với độ cao khoảng 726 mét trên mực nước biển), do đó cho phép cung cấp một lượng thủy năng vô cùng lớn cho nhà máy. Bên cạnh đó, một hồ chứa nhỏ hơn (có tên gọi là 'Lipno II') gần Thị trấn Vyšší Brod được kết nối với hồ chứa chính bằng một đường nước ngầm nhân tạo, có vai trò san bằng nước của hồ chứa chính. Khu vực này tiếp giáp với Vườn quốc gia Šumava và Khu bảo tồn Thiên nhiên Šumava, xung quanh có rất nhiều ngọn núi nổi tiếng, nên cũng trở thành điểm đến thu hút khách du lịch với cảnh quan thiên nhiên hùng vĩ.

## Nhà máy điện
Nhà máy thủy điện Lipno có hai tuabin với công suất lớn khoảng 64 MW, và tổng công suất của cả nhà máy lên đến 128 MW.